# Dembila-Peulh
Ne doit pas être confondu avec Dembila-Mossi.
Dembila-Peulh est une localité située dans le département de Kaya de la province du Sanmatenga dans la région Centre-Nord au Burkina Faso.

## Géographie
Dembila-Peulh est situé au nord-ouest du lac de Dem en limite du site Ramsar. Le village se trouve à 1,5 km au nord-ouest de Dembila-Mossi, à 6 km au nord de Delga et à 22 km au nord-ouest de Kaya, le chef-lieu du département et de la région. Le village est à 5 km au nord-est de la route nationale 15 reliant à Kaya à Kongoussi.

## Histoire
Le village, comme son nom l'indique, est historiquement peuplé par les populations Peulh.

## Économie
L'économie de Dembila-Peulh, essentiellement agro-pastorale, bénéficie de la présence du lac de barrage de Dem pour l'élevage de ses troupeaux.

## Éducation et santé
Le centre de soins le plus proche de Dembila-Peulh est le centre de santé et de promotion sociale (CSPS) de Delga tandis que le centre hospitalier régional (CHR) se trouve à Kaya.